# Pietro Trinchera
Pietro Trinchera (11. června 1707 Neapol – 12. února 1755) byl italský dramatik a operní libretista.

## Život
Pietro Trinchera byl synem notáře a zpočátku měl snahu pokračovat v rodinné radici. Tuto dráhu však opustil ve prospěch divadla. Jako dramatik debutoval v roce 1726, komedií v neapolském dialektu La moneca fauza o La forza de lo sango. Později napsal ještě řadu dalších komedií s kritickým a politickým podtextem. Za kritiku duchovenstva si odseděl 6 měsíců ve vězení. Daleko více se však proslavil jako autor libret k operám předních italských skladatelů té doby.
V roce 1747 se stal ředitelem divadla Teatro dei Fiorentini. V roce 1755 však divadlo zkrachovalo a Trinchera byl pro dluhy uvězněn v Ponte di Tappia. Ve vězení spáchal sebevraždu podřezáním žil.

## Dílo

### Libreta
- Li innamorate corrivate
- Le 'mbrogle p'ammore (hudba Odoardo Carasali)
- La simpatia del sangue (hudba Leonardo Leo)
- Don Pasquino (hudba Giovan Gualberto Brunetti, 1735)
- Lo corrivo (hudba Giovan Gualberto Brunetti, 1736)
- Lo secretista (hudba Carlo Cecere, 1738)
- La rosa (hudba Papebrochio Fungoni, 1738)
- L'amante impazzito (hudba Matteo Capranica, 1738)
- Il barone Zampano (hudba Nicola Antonio Porpora, 1739)
- La tavernola obenterosa (hudba Carlo Cecere, 1741)
- Ciommella correvata (hudba Nicola Bonifacio Logroscino, 1744)
- Le zite (hudba Nicola Bonifacio Logroscino) 1745
- Le fenziune abbenturate (hudba Pietro Comes, 1745
- La finta vedova (hudba Niccolò Conforto, 1746)
- Il concerto (hudba Gaetano Latilla, 1746)
- L'Emilia (hudba Matteo Capranica, 1747)
- La vennegna (hudba Pietro Comes, 1747)
- L’abate collarone (hudba Domenico Fischietti, 1749)
- Il tutore 'nnamurato (hudba Nicola Calandra, 1749)
- Il mercante innamorato (hudba Antonio Corbisiero, 1750)
- L'Aurelio (hudba Matteo Capranica, 1751)
- Lo finto innamorato (hudba Antonio Corbisiero, 1751)
- Il finto cieco (hudba Gioacchino Cocchi, 1752; také Gaetano Andreozzi, 1791)
- Elmira generosa (hudba Balbera Emanuele, 1753)

### Komedie
- La moneca fauza o La forza de lo sango 1726
- La Gnoccolara ovvero lli nnammorate scorchigliate 1733
- Notà Pettolone 1748